# Duitse kakkerlak
De Duitse kakkerlak (Blattella germanica) is een insect uit de orde kakkerlakken en de familie Blattidae.
De Duitse kakkerlak heeft een lichaamslengte van 11 tot 13 millimeter. Hij is geel tot licht oranjebruin, met op het halsschild enkele donkere lengtestrepen.
De Duitse kakkerlak heeft een tropische oorsprong, maar komt in een groot deel van de wereld voor en is een van de bekendste plaaginsecten.